# Cyprinodon albivelis
Cyprinodon albivelis är en fiskart som beskrevs av Minckley och Miller 2002. Cyprinodon albivelis ingår i släktet Cyprinodon och familjen Cyprinodontidae. Inga underarter finns listade i Catalogue of Life.